# Grässjön (Gräsmarks socken, Värmland)
Grässjön är en sjö i Sunne kommun i Värmland omgiven av byarna Gräsmarksgård, Grinnemo, Malsjö, Hedås och Bastnäs. Den ingår i Göta älvs huvudavrinningsområde. Sjön är 19 meter djup, har en yta på 1,39 kvadratkilometer och är belägen 156,1 meter över havet.
Vid sjöns södra spets finns Hedås camping och gamla skola, med tillhörande badplats. Strax norr om campingen finns en allmän badplats. Sjöns namn är knutet till området Gräsmark, med platsnamn som Gräsmarksgård och Gräsmarken.

## Delavrinningsområde
Grässjön ingår i det delavrinningsområde (665890-133631) som SMHI kallar för Utloppet av Grässjön, med lokalt namn Hedåsbäcken som senare byter namn till Forsnäsbäcken. Medelhöjden är 223 meter över havet och ytan är 13,18 kvadratkilometer. Det finns inga avrinningsområden uppströms utan avrinningsområdet är högsta punkten.
Vattendraget som avvattnar avrinningsområdet har biflödesordning 5, vilket innebär att vattnet flödar genom totalt 5 vattendrag innan det når havet efter 350 kilometer. Forsnäsbäcken löper småningom ut i Granån och därefter Rottnan. Avrinningsområdet består mestadels av skog (72 procent). Avrinningsområdet har 1,5 kvadratkilometer vattenytor vilket ger det en sjöprocent på 11,4 procent.